# Пролетна тинтява
Пролетната тинтява (Gentiana verna) е вид покритосеменно растение от семейство Тинтявови (Gentianaceae).

## Разпространение и местообитание
Пролетната тинтява расте на слънчеви алпийски ливади и хълмове в Централна и Югоизточна Европа, на височина до 2600 m. Среща се рядко и в северозападна Европа (северна Англия, западна Ирландия). В България може да се открие по билните поляни на високите планини – Рила, Пирин, Стара планина, Витоша, Славянка и др. Вирее на плитки, варовити почви. Защитен вид в редица европейски страни, включително в България.

## Описание
Това е един от най-малките видове от рода Тинтява, който при нормални условия достига до няколко сантиметра височина. Късото стъбло поддържа до три противоположно разположени двойки елиптични или копиевидни листа. Яркосините (понякога виолетови, рядко бели) цветове са с диаметър 1 – 2 cm, цъфтят през късната пролет и ранното лято (останалите представители на рода, срещани в България цъфтят наесен). Те са особено притегателни за пеперуди и пчели, които ги опрашват. Разпространението на семената става с помощта на мравките.

## Символика
Редица поверия са обвързани с Пролетната тинтява. Например:
- човек, който отнесе пролетна тинтява у дома ще бъде преследван от лош късмет;
- народът вярва, че този, който откъсне дори едно стръкче от това цвете ще бъде последван от скоропостижна смърт, често удар от гръмотевица.